# La Route de la soie (exposition)

La Route de la soie est une exposition d'art contemporain qui a lieu du 20 octobre 2010 au 16 janvier 2011 au Tri Postal, à Lille.
Cette manifestation est rattachée au programme culturel Lille 3000. Les œuvres qui y sont présentées proviennent de la collection de la Saatchi Gallery de Londres, créée par le célèbre publicitaire Charles Saatchi en 1985.

## La Saatchi Gallery
La galerie est réputée pour promouvoir de jeunes artistes et mettre en avant des œuvres souvent polémiques. Elle a depuis plusieurs années une influence majeure sur le marché de l'art : elle a exposé le travail de plus de 200 artistes depuis son ouverture en 1985.
Installée dans le quartier de Chelsea depuis 2008, elle est ouverte gratuitement au public.

## La Route de la soie
Les œuvres de 29 artistes, tous orientaux ou d'origine orientale ont été rassemblées pour cette exposition. L'évènement a donc été nommé selon l'ancien réseau de routes commerciales entre l'Europe et l'Asie. Elle propose ainsi son parcours artistique à travers la Chine, l'Inde et le Moyen-Orient.
Ces artistes présentent pour la plupart des œuvres atypiques et provocantes, cherchant à interpeler le public sur la société orientale d'aujourd'hui. Pays aux cultures millénaires, les territoires évoqués par l’exposition possèdent une histoire des plus riches. Confrontant ce passé oriental à l’imaginaire et à l’art occidentaux, les artistes assument l’héritage et en jouent pour mieux dénoncer le présent.
L'organisation de l'exposition a été principalement faite en fonction de la taille des œuvres, les dimensions de la Ash Head n° 1 de Zhang Huan (plus de 2 mètres d'envergure) l'ont par exemple évidemment placée dans le hall d'entrée.

## Un art oriental d'aujourd'hui
La Saatchi Gallery œuvre à désacraliser l'art contemporain depuis sa création et l'exposition de la Route de la Soie est le reflet de cet esprit proche de la subversion. Elle nous amène à jeter un nouveau regard sur l'art, loin des clichés. Les productions artistiques se réfèrent à notre société actuelle, du quotidien aux évènements les plus marquants (l'attentat du 11 septembre 2001, la censure du régime chinois ou la vie quotidienne des femmes en Orient).
Ce n'est pas seulement de la pure esthétique, c'est un art contemporain ancré dans la société. La femme du Moyen-Orient est aussi mise à l'honneur, notamment avec les photos de Shadi Ghadirian.
La multiplicité des visages représentés montre que l'Asie reste un espace multi-ethnique.

## Œuvres principales
- Subodh Gupta : Untitled (Pot) : consécration des ready-made, l'auteur utilise des ustensiles du quotidien pour composer une nature morte moderne.
- Zhang Huan : Ash Head n° 1 : sculpture autoportrait de l'artiste de 2,5 mètres de haut réalisée à partir de cendres récupérées dans les temples bouddhistes
- Sun Yuan et Peng Yu : Old Persons Home : une dizaine de vieillards qui font penser à d'anciens grands dirigeants, sur des fauteuils roulants au milieu desquels on passe.  Sun Yuan et Peng Yu comptent parmi les artistes chinois les plus controversés. Old persons Home consiste en 13 répliques de vieillards rappelant ses leaders politiques, religieux, militaires de différentes personnalités prostrés dans des chaises roulante sont presque endormis, ne montrant aucune émotion. Cette scène souligne la difficulté de communication et d'entente entre différentes cultures.
- Kader Attia : Ghost : 560 sculptures aux allures féminines réalisées avec du papier d'aluminium, qui représentent la vulnérabilité de la condition humaine.

## Source
Catalogue La Route de la soie, édition Beaux-Arts Magazine (hors-série)